# Максимов, Александр Михайлович
Александр Михайлович Максимов (3 ноября 1901 года, село Важины, ныне Подпорожский район, Ленинградская область — 13 февраля 1952 года, Куйбышев) — советский военный деятель, Генерал-лейтенант (1945 год).

## Начальная биография
Александр Михайлович Максимов родился 3 ноября 1901 года в селе Важины ныне Подпорожского района Ленинградской области.

## Военная служба

### Гражданская война
В 1919 году был призван в ряды РККА.
Во время Гражданской войны воевал на Южном фронте в качестве красноармейца, командира отделения и помощника командира отдельной роты лыжников стрелкового полка.

### Межвоенное время
В 1921 году закончил 6-е Петроградские командные пехотные курсы, в 1924 году — 2-ю Ленинградскую школу физобразования, а в 1926 году — повторные курсы среднего командного состава.
Командовал стрелковой ротой, был начальником полковой школы, помощником командира батальона, помощником начальника штаба стрелкового полка. С 1930 года служил на должностях командира стрелкового батальона, начальника оперативного отделения, помощника начальника штаба стрелковой дивизии.
В 1931 году окончил курсы усовершенствования комсостава «Выстрел», а в 1936 году — Военную академию имени М. В. Фрунзе.
По окончании Академии Максимов был назначен на должность начальника штаба стрелковой дивизии в ОКДВА
С июля 1938 по сентябрь 1940 года находился под следствием. В декабре 1940 года был назначен на должность начальника штаба 59-го стрелкового корпуса (1-я Краснознамённая армия, Дальневосточный фронт).

### Великая Отечественная война
В ходе Великой Отечественной войны служил на Дальнем Востоке, командуя 12-й, а с апреля 1942 года — 79-й стрелковыми дивизиями 1-й Краснознаменной армии Дальневосточного фронта. С декабря командовал Особым стрелковым корпусом, оборонявшим побережье Японского моря с исключением высадки морских десантов в случае войны с Японией.
В феврале 1943 года был назначен на должность заместителя командующего, а в июне — на должность командующего 25-й армией, которая наряду с Тихоокеанским флотом находилась в боевой готовности, занималась боевой и политической подготовкой и создавала оборонительные рубежи. Также армия готовила и отправляла на советско-германский фронт подразделения и части, а также вооружение и боевую технику.
В июле 1945 года был назначен на должность заместителя командующего войсками 1-й Краснознаменной армии 1-го Дальневосточного фронта, которая в ходе Маньчжурской наступательной операции советско-японской войны принимала участие в разгроме Квантунской армии. Александр Михайлович Максимов проявил высокие организаторские способности, личное мужество, храбрость, хорошие знания театра военных действий в ходе всей операции.

### Послевоенная карьера
В 1948 году по окончании высших академических курсов при Высшей военной академии имени К. Е. Ворошилова был назначен на должность командира 1-го гвардейского стрелкового корпуса, а в 1951 году — на должность помощника командующего войсками ПриВО.
Генерал-лейтенант Александр Михайлович Максимов умер 13 февраля 1952 года в Куйбышеве.

## Награды
- Орден Ленина (21.02.1945);
- Три ордена Красного Знамени (4.06.1944, 3.11.1944, 15.11.1950);
- Орден Суворова 2-й степени (8.09.1945);
- Иностранный орден[1].

## Воинские звания
- генерал-майор (07.10.1941)
- генерал-лейтенант (08.09.1945)